# (37617) 1993 NN1
1993 NN1 (asteroide 37617) é um asteroide da cintura principal. Possui uma excentricidade de 0.26112740 e uma inclinação de 4.34380º.
Este asteroide foi descoberto no dia 12 de julho de 1993 por Eric Walter Elst em La Silla.